# Weke Nimombe
Weke Nimombe (19 febbraio 1974) è un ex calciatore togolese, di ruolo portiere.

## Carriera

### Club
Ha giocato nella prima divisione ghanese.

### Nazionale
Ha debuttato in nazionale nel 1994. Ha partecipato, con la nazionale, alla Coppa d'Africa 1998 e alla Coppa d'Africa 2000.